# 희방사역
희방사역(Huibangsa station, 喜方寺驛)은 경상북도 영주시 풍기읍 수철리에 위치한 중앙선의 철도역이었다.

## 역명 유래
인근에 희방사가 위치하여 붙은 명칭이다.

## 역사
- 1942년 4월 1일: 배치간이역으로 영업 개시[1]
- 1951년 4월 11일: 역사 신축 및 보통역으로 승격
- 1974년 3월 11일 : 소화물 취급 중지
- 1976년 7월 10일 : 화물취급 중지[2]
- 1988년 12월 12일 : 현재 역사 신축
- 1988년 12월 23일 : 전철화 개통
- 2009년 9월 : 역사 및 승강장에서 표시되는 역명을 소백산(희방사)역(小白山(喜方寺)驛)으로 변경
- 2016년 하반기 : 역사 및 승강장에서 표시되는 역명을 희방사역으로 환원
- 2020년 12월 13일 : 폐역

## 사진

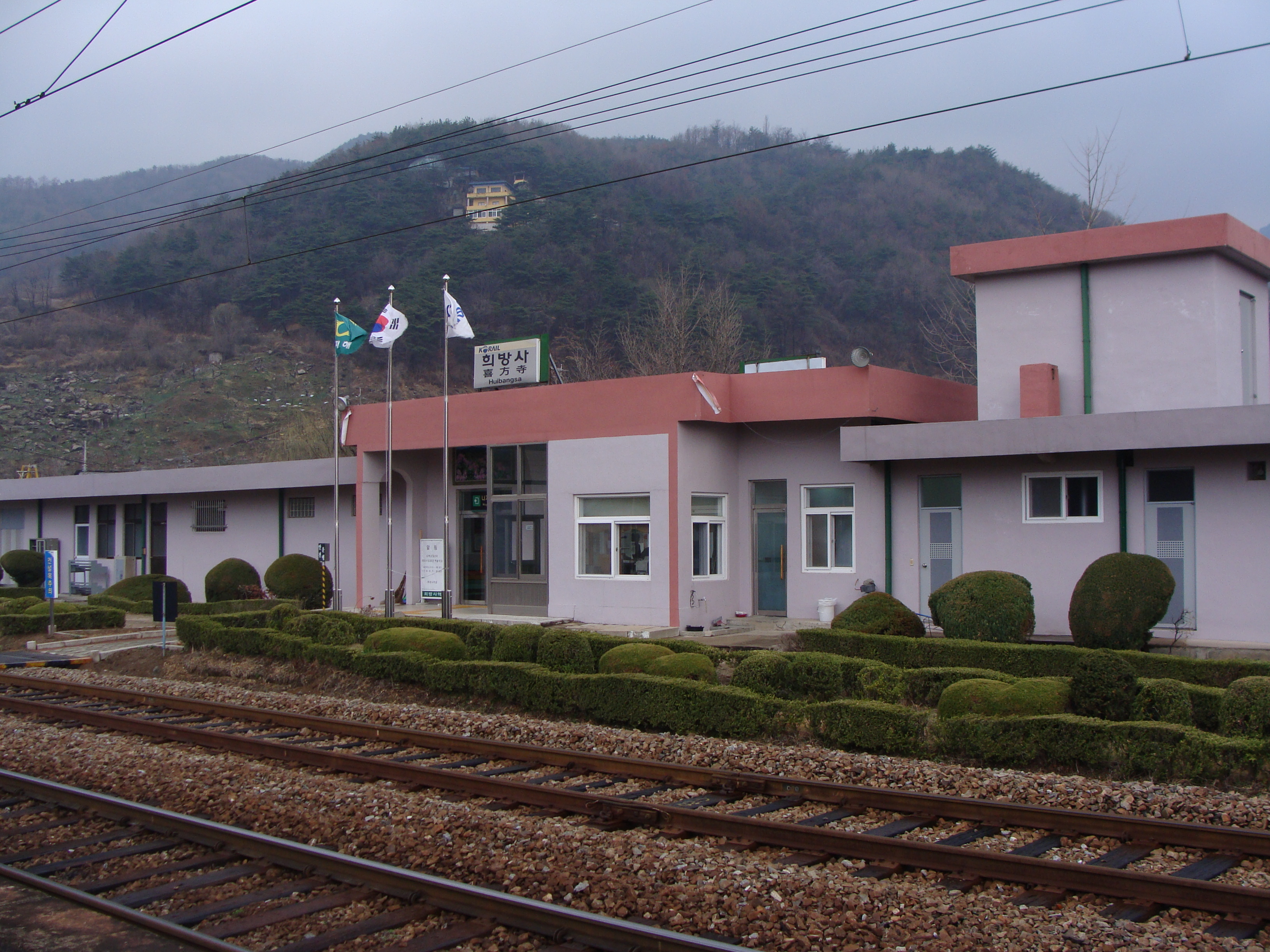
이전 도색 역사 (선로쪽)
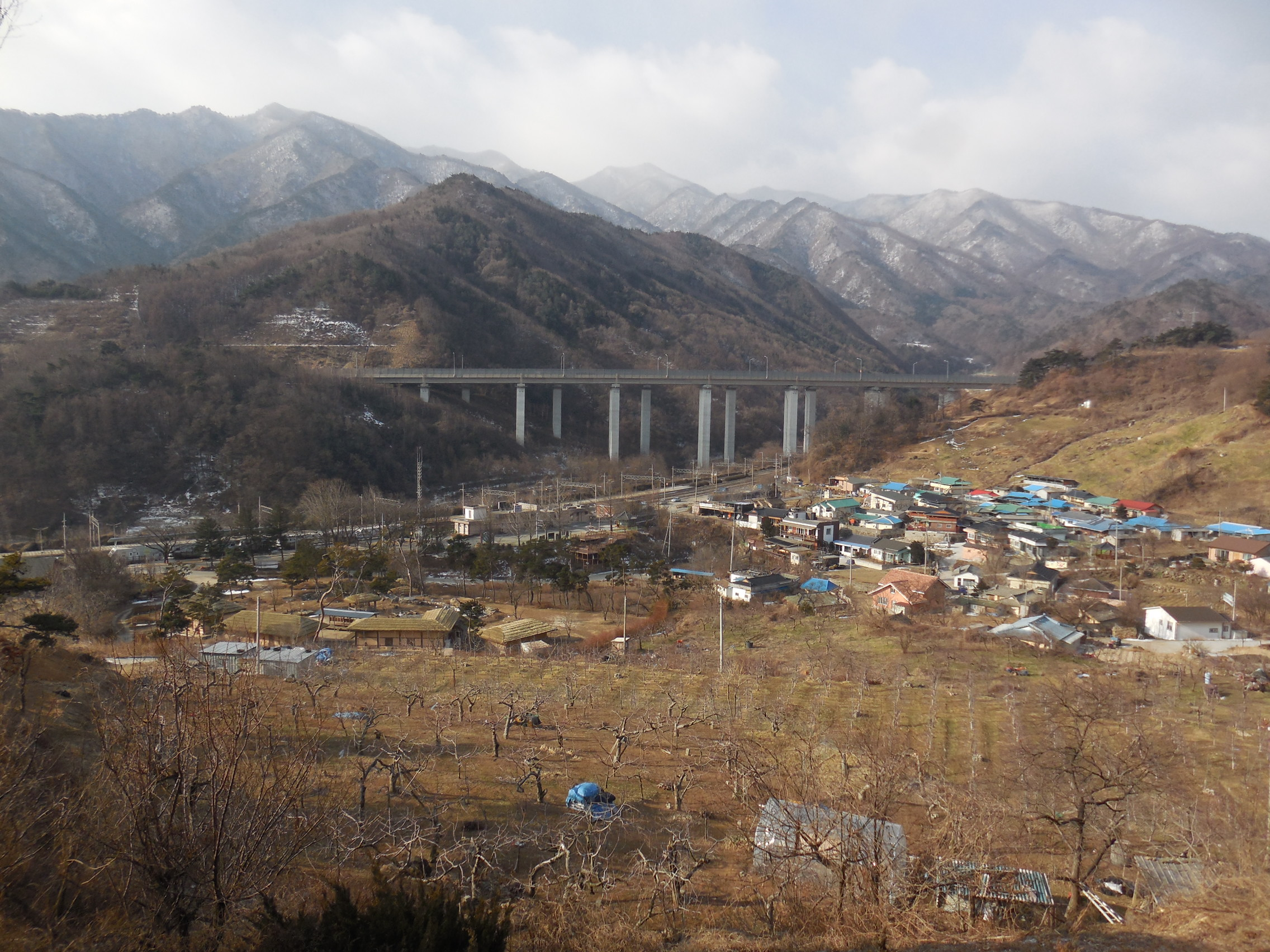
5번 국도 기슭에서 바라본 모습